# Reid, Murdoch & Co. Building
Le Reid, Murdoch & Co. Building, aussi appelé Reid Murdoch Building (anciennement le City of Chicago Central Office Building), est un immeuble de bureaux de sept étages et d'une hauteur de 60 mètres situé dans le centre-ville de Chicago, dans l'État de l'Illinois, aux États-Unis.
Le bâtiment a été construit en 1914 par l'architecte George C. Nimmons et a été inscrit au Registre national des lieux historiques (National Register of Historic Places ; NRHP) par le National Park Service en 1975,. Le Reid, Murdoch & Co. Building a également été désigné Chicago Landmark (CL) par la Commission on Chicago Landmarks de la ville de Chicago et est protégé à ce titre depuis le 15 novembre 1976. Le bâtiment bénéficie donc d'une protection patrimoniale au titre des monuments historiques.
Ce bâtiment en brique rouge est situé au 325 North LaSalle Street, dans le quartier River North (dans le secteur de Near North Side), le long de la rivière Chicago entre LaSalle Street et Clark Street. Le bâtiment est la propriété de la société Friedman Properties et abrite le siège social de la maison d'édition Encyclopædia Britannica.

## Architecture
L'architecture du bâtiment est un exemple remarquable de l'École d'architecture de Chicago. Sa conception présente une façade en brique rouge avec des ornements décoratifs en terre cuite recouvrant une ossature en acier et en béton. D'une longueur totale de 93,88 mètres pour une largeur de 58,69 m, le bâtiment à la spécificité d'être doté d'une tour horloge qui s'élève à 60 m. Cette tour centrale offre un contrepoint fort à l'horizontalité générale de la structure, ce qui en fait l'un des bâtiments les plus emblématiques situés le long de la rivière Chicago.
À l'origine, le bâtiment était symétrique, avec six baies vitrées des deux côtés de la tour centrale. En 1926, une baie à l'extrémité ouest a été supprimée, ce qui a permis à la ville de Chicago d'élargir LaSalle Street.
L'immeuble compte sept étages de bureaux, avec des commerces de détail au premier étage, le tout couronné par la tour horloge à quatre côtés, caractéristique de l'édifice. La Chicago Riverwalk, une promenade piétonnière d'une longueur de 2,12 kilomètres longeant la rivière Chicago sur ses deux rives, offre une vue panoramique pratique pour le public et un patio où les clients du restaurant River Roast peuvent profiter d'une expérience unique de restauration en plein air au bord de la rivière.
À l'instar de nombreux autres bâtiments situés dans le centre-ville de Chicago et en bordure de la rivière Chicago (tels que le Merchandise Mart, le Wrigley Building, la Tribune Tower ou encore la NBC Tower), le Reid Murdoch Building est illuminé chaque nuit grâce à un système de diodes électroluminescentes (LED) puissant à changement rapide et à basse consommation. L'éclairage a été conçu pour accentuer la beauté de l'architecture du bâtiment sans en dominer la simplicité. Le système ColorReaches de Philips Color Kinetic illumine le bâtiment et met en valeur le design des piliers, tandis que le système ColorBlasts de la tour horloge change la couleur de la façade. Toutes les lumières, ainsi que les couleurs, peuvent être programmées à distance depuis le bureau de la société RGB, située à près de 30 km de Chicago. Cela permet au Reid Murdoch de bénéficier d'une programmation optimale.
Le Merchandise Mart, un bâtiment de style Art déco considéré comme le plus grand centre commercial du monde à son achèvement en 1930,, se trouve à quelques blocs à l'ouest. La Trump International Hotel and Tower, le deuxième plus haut gratte-ciel de la ville et propriété de l'homme d'affaires Donald Trump, se trouve non loin à l'est.

## Histoire

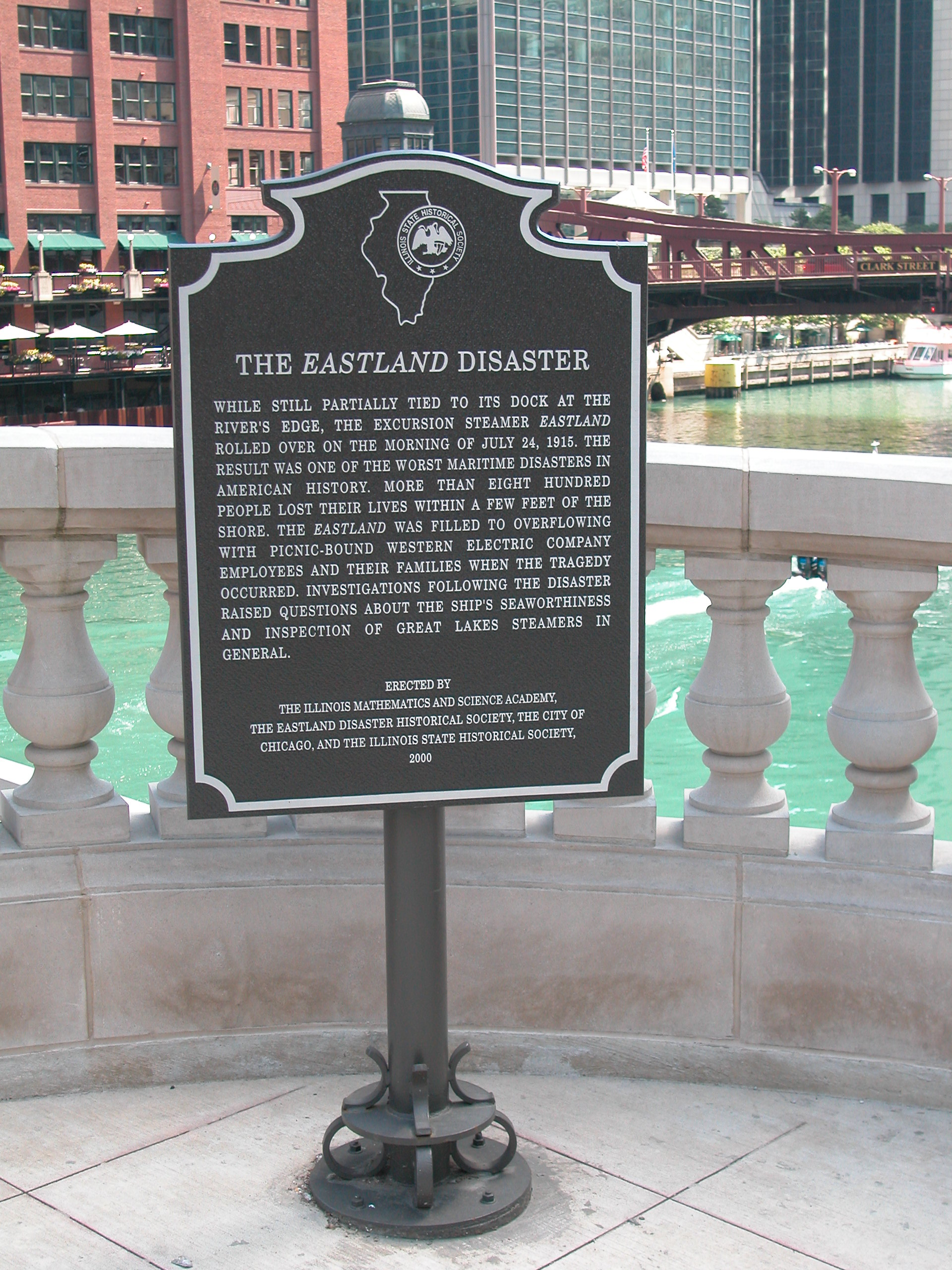
Le Historical marker le long de la rivière Chicago.

Le Reid, Murdoch & Co. Building fut conçu par George C. Nimmons pour Reid, Murdoch & Company, une compagnie de manufacture créée par Simon Somerville Reid et Thomas Murdoch, deux immigrants écossais. Le bâtiment abrita les bureaux de la compagnie et l'usine destinée à la fabrication et à la transformation de divers aliments : fromages, café, ketchup, sucre, poisson, pain et cornichons sur plusieurs étages. Il comprit également une cave où des feuilles de tabac étaient roulées pour la confection de cigares.
En outre, le bâtiment fut utilisé comme hôpital de fortune lorsque le 24 juillet 1915, le navire S.S. Eastland chavira avec 2 500 personnes à bord dans la rivière Chicago, alors qu'il était encore amarré au quai, 845 personnes perdirent la vie dans ce naufrage. La tragédie eut lieu sur la rive opposée, à l'angle de LaSalle Street et West Waker Drive, juste en face du bâtiment.
Durant l'année 1930, la baie la plus à l'ouest du Reid, Murdoch & Co. Building fut démolie à la suite des travaux d'élargissements de LaSalle Street. La façade perdit de sa symétrie. À l'origine, le bâtiment comprenait un total de treize baies (la baie centrale surmontée de la tour horloge ainsi que six baies de chaque côté de cette dernière). En raison de ces réaménagements urbains, le bâtiment ne compte désormais plus que cinq baies dans sa partie ouest.
Au milieu des années 1950, la ville de Chicago fit l'acquisition du Reid, Murdoch & Co. Building. Le bâtiment abrita les bureaux du tribunal des délits routiers, le bureau du procureur de l'État de l'Illinois et d'autres bureaux de divers services municipaux. En 1998, l'investisseur immobilier Friedman Properties racheta la propriété et réhabilita minutieusement le bâtiment. Friedman Properties ouvrit un restaurant au rez-de-chaussée et préserva les éléments historiques du bâtiment tout en le modernisant avec de nouvelles entrées, des ascenseurs, et en améliorant les systèmes électriques, mécaniques, de plomberie et de communication. Aujourd'hui, le bâtiment abrite les bureaux de la maison d'édition Encyclopædia Britannica, Inc (la plus ancienne encyclopédie publiée de façon continue dans le monde).

## Galerie d'images

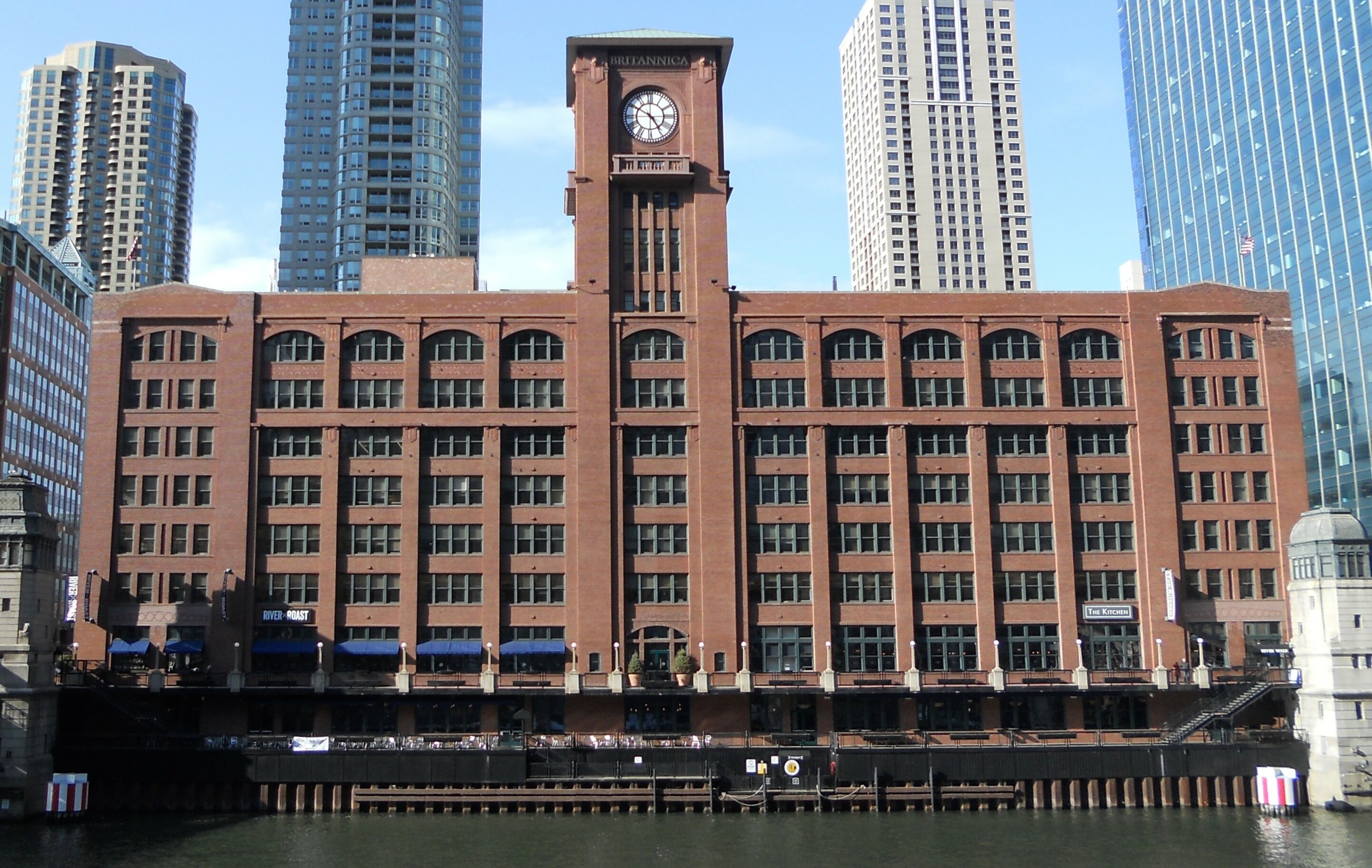
Vue sur le Reid Murdoch Building.
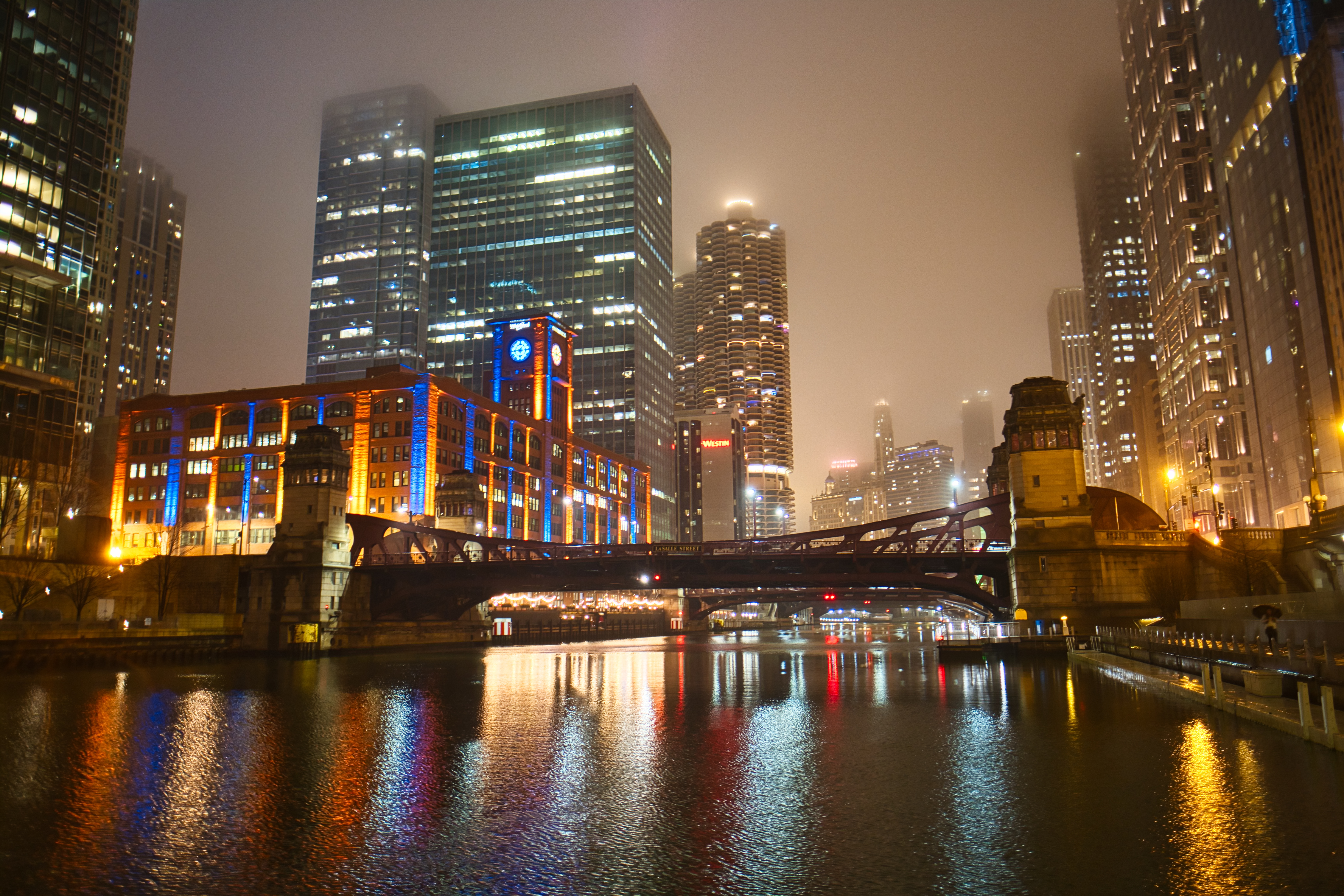
Le Reid Murdoch (à gauche) illuminé de nuit.
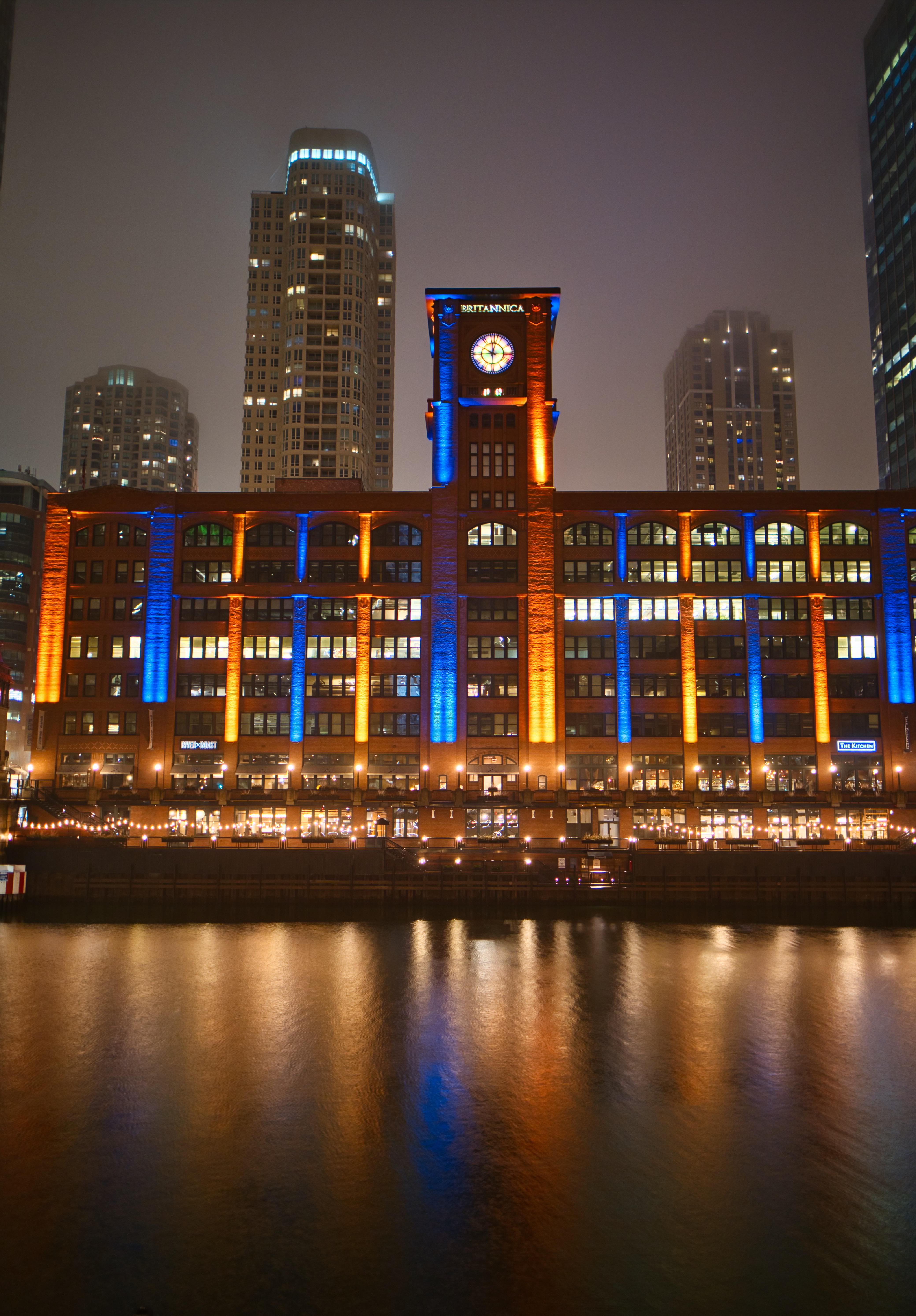
Vue de face.
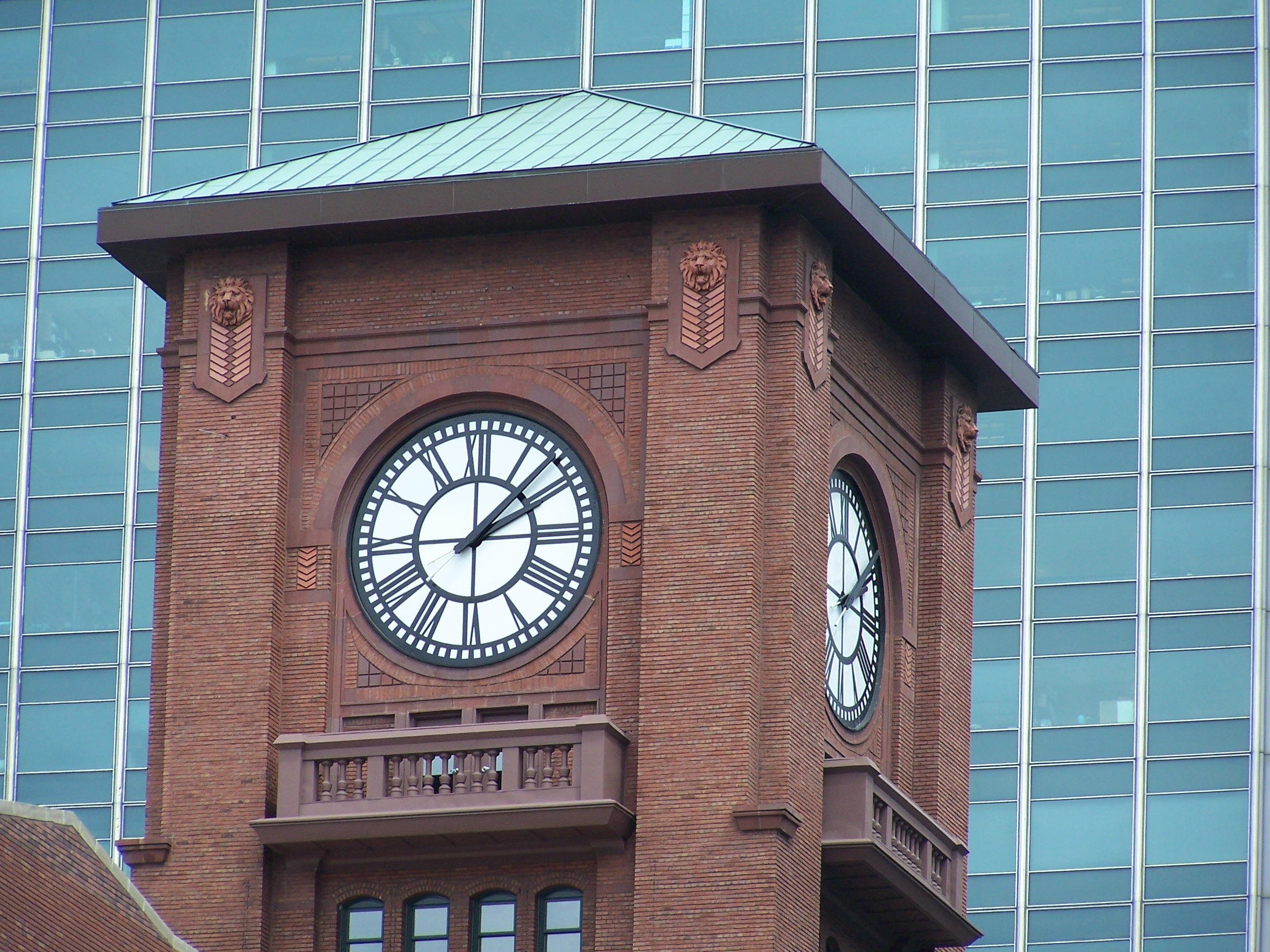
L'horloge.
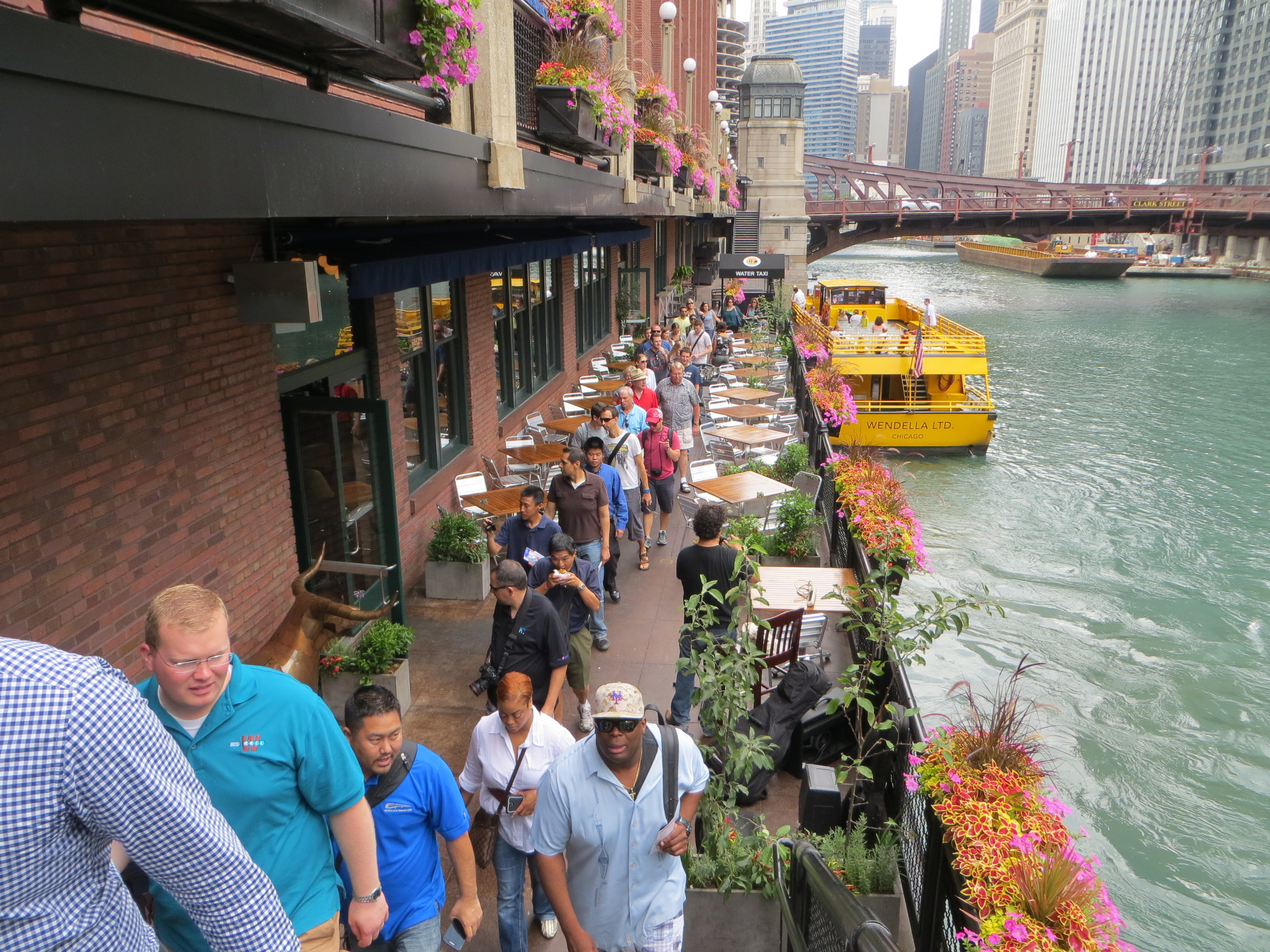
Terrasse de son restaurant à son rez-de-chaussée.